# Ярі де Буссер
Ярі де Буссер (нід. Jari De Busser, нар. 21 жовтня 1999) — бельгійський футболіст, воротар нідерландського клубу «Гоу Егед Іглз». Виступав також за клуби «Гент» та «Ломмел». Володар Кубка Нідерландів.

## Ігрова кар'єра
Ярі де Буссер народився 1999 року, та є вихованцем футбольної школи клубу «Льєрс». У 2017 році де Буссер розпочав грати в основній команді клубу, в якій грав до 2018 року, взявши участь у 2 матчах чемпіонату. У 2018 році воротар перейшов до складу клубу «Гент», проте до 2020 року не зіграв у ньому жодного матчу в основному складі команди. У 2020 році футболіст перейшов до складу клубу «Ломмел», у якому зумів пробитися до основного складу команди.
З початку 2025 року Ярі де Буссер грає у складі нідерландського клубу «Гоу Егед Іглз». У складі команди бельгійський воротар у перший же рік виступів став володарем Кубка Нідерландів.

## Титули і досягнення
- Володар Кубка Нідерландів (1):

«Гоу Егед Іглз»: 2024–2025